# فائق روفائيل بطي
فائق روفائيل بطي (1935- 2016 م) هو صحفي عراقي، ويعد أحدَ مؤسسي نقابة الصَّحَفيين العراقيين.
هو ابن الأديب الصَّحَفي روفائيل بطي، بدأ فائق بالكتابة في جريدة (البلاد) التي أصدرها والدُه.

## آثاره
من آثاره:
- «أبي رفائيل بطي» بغداد، مطبعة المعارف، 1956.
- «صحافة العراق، تاريخها وكفاح أجيالها» بغداد، دار الأديب، 1969.[2]